# A Estrutura da Bolha de Sabão
"A Estrutura da Bolha de Sabão" é um dos contos mais famosos da escritora brasileira Lygia Fagundes Telles publicado pela primeira vez em 1978 no livro Filhos Pródigos, que foi reeditado em 1991 com o título deste conto devido à sua fama sobre todos os outros do volume.